# Pseudomyrmex venustus
Pseudomyrmex venustus es una especie de hormiga del género Pseudomyrmex, subfamilia Pseudomyrmecinae. Esta especie fue descrita científicamente por Smith en 1858.

## Distribución
Se encuentra en Bolivia, Brasil, Colombia, Panamá y Perú.